# Hai to Diamond
Hai to Diamond (灰とダイヤモンド) è il primo album in studio del gruppo rock giapponese Glay, pubblicato nel 1994.

## Tracce
1. Manatsu no Tobira (Glay Version) (真夏の扉 (GLAY VERSION)?) - 5:19
2. Kanojo no "Modern..." (彼女の?) - 4:40
3. Kissin' Noise - 4:50
4. Hidoku Arifureta White Noise wo Kure (ひどくありふれたホワイトノイズをくれ?) - 6:07
5. Rain (Glay Version) - 6:45
6. Lady Close - 4:48
7. Two Bell Silence - 4:09
8. Sen no Knife ga Mune wo Sasu (千ノナイフガ胸ヲ刺ス?) - 5:03
9. Burst - 3:21
10. If -Hai to Diamond- (if〜灰とダイヤモンド〜?) - 4:45

## Formazione
- Teru - voce
- Takuro - chitarre
- Hisashi - chitarra elettrica
- Jiro - basso
- Akira - batteria
- Mr. Kitaguchi - tastiere
- Makoto - tastiere
- Takuya Kon - violino
- Naoki Ichikawa - piano (5)